# Duguetia dilabens
Duguetia dilabens là loài thực vật có hoa thuộc họ Na. Loài này được Chatrou & Repetur mô tả khoa học đầu tiên năm 1998.